# 黛博拉·阿比奥敦
黛博拉·阿吉博拉·阿比奥敦（英語：Deborah Ajibola Abiodun；2003年11月2日—），尼日利亚女子职业足球运动员，司职中场，目前效力于匹兹堡黑豹女子足球俱乐部和尼日利亚国家女子足球队。她曾代表尼日利亚参加2024年夏季奥林匹克运动会女子足球比赛。